# برايان أوليري
برايان أوليري (بالإنجليزية: Brian O'Leary)‏ (و. 1940 – 2011 م) هو عالم فلك، ورائد فضاء، وعالم، ومدون من الولايات المتحدة الأمريكية .
توفي عن عمر يناهز 71 عاماً.

## مناصب وهيئات
أدار ناسا.